# Draftinge
Draftinge är en by i sydvästra Småland, belägen cirka 25 km väster om Värnamo. Draftinge ingår i Gislaveds kommun. Det fanns en by på platsen redan under stenåldern. Flera lämningar från denna har påträffats, bland annat stenåldersyxor och flera gravhögar.
Bynamnet ”Draftinge” har sitt äldsta belägg från år 1400 och kan vara ett tuna-namn. Draftinge har sannolikt haft en viktig betydelse och en officiell funktion under åtminstone slutet av järnåldern, innan medeltidens början.
Under stenåldern var området där Draftinge ligger i dag troligen en ö eller en halvö i forntida sjön Fornbolmen som täckte stora delar av västra Småland efter att landisen smälte. Sjön drog sig tillbaka och torrlades möjligen i yngre stenåldern.
Arkeologiska fynd visade att området kring Draftinge utnyttjades kontinuerligt från mellanstenåldern till yngre stenåldern, men det fanns även fynd daterade till äldre stenålder. De som bebodde området kan ha haft goda förbindelser med västkusten genom ån Nissan och sjön Fornbolmen och kunnat yrka handel.